# Jacquette de Montbron
Jacquette de Montbron [nebo de Montbron] (1542?– 28. června 1598) byla francouzská humanistka a architektka. Patřila ke dvorním dámám Kateřiny Medicejské a Luisy Lotrinské. Byla jedinou ženou v rámci francouzské renesance, která navrhla a realizovala nové architektonické prvky a motivy. 

## Životopis
Narodila se jako třetí dcera do rodiny Françoise de Montbron (nebo Montberon), barona z Villefortu a Beaulieu a Marie-Jeanne de Montpezat. Po smrti svého staršího bratra René de Montbron, barona d'Archiac, který byl zabit v bitvě u Gravelines, se stala dědičkou rodinného majetku. Ve svých šestnácti letech byla provdána za Andrého de Bourdeille (*1519), vikomta z Bourdeilles, poručíka krále Jindřicha III. Jeho mladším bratrem byl spisovatel a voják Pierre de Bourdeilles, častěji známý jako abbé de Brantôme. Do manželství přinesla věnem majetky v Matha, Archiac a Sertonville v provincii Angoumois. Měli šest dětí, čtyři dcery a dva syny. V roce 1582 manžel spadl s koně a na následky pádu zemřel. 

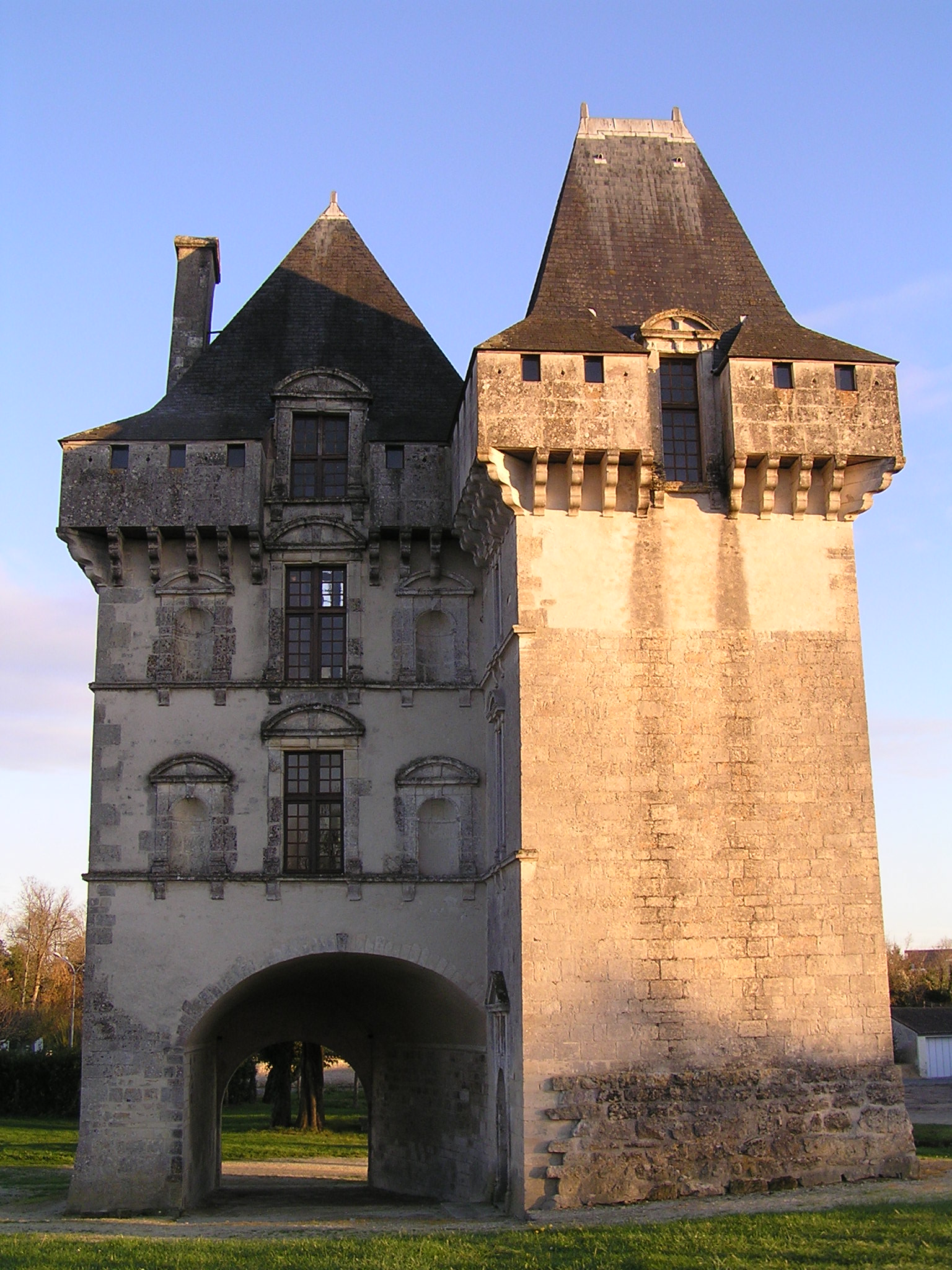
Zámek Matha ve Francii s renesančním pavilonem, postaveným v letech 1582 až 1587

V letech 1582 až 1587 stavěla v Matha zámek. Studovala mimo jiné knihy italského architekta Sebastiana Serlia, jehož dílem se inspirovala.
V roce 1587 vstoupila do služeb královny matky Kateřiny Medicejské. Královna si ji oblíbila a stala se její dvorní dámou. Až do roku 1588 trávila čas u panovnického dvora Valois. Po návratu domů do Périgordu se stýkala se svým švagrem Brantômem, který byl jejím obdivovatelem a filozofem a spisovatelem Jeanem Danielem de Champagnac. Udržovala také korespondenci se svými známými u královského dvora. Podporovala a šířila umění. Svoje nadání pro geometrii a architekturu uplatnila při stavbě renesančního zámku vedle středověké pevnosti Bourdeille. Přála si získat příspěvek od královny matky, ale ta zemřela v roce 1589. Stala se dvorní dámou Luisy Lotrinské a získala čtyři tisíce korun, který použila na dostavbu svého zámku Bourdeille v Périgordu.  
Během „Války tří Jindřichů“ poskytla ochranu katolickým představitelům a odmítla je vydat Jindřichovi I. Bourbon-Condé, který patřil mezi hlavní vůdce protestantské strany. Princ zemřel v březnu 1588 a jeho hrozba zanikla.   
V roce 1596 zemřela dcera Renée. Tato událost ji přivedla do melancholie a 28. června 1598 Jacquette de Montbron zemřela ve věku padesáti šesti let v Archiac. Nikdy se znovu neprovdala.  
Nekrolog napsal švagr Brantôme, jehož zprávy a informace jsou považovány za primární zdroj faktů o jejím životě. Popisoval ji jako kultivovanou filozofku, lingvistku a humanistku. V rámci svých sympatií ji definoval v roli architektky i jako návrhářku nových řešení „velmi odbornou a geniální“.

### Stavitelka a architektka
Na přelomu šestnáctého a sedmnáctého století se architektuře věnovalo několik vlámských a italských žen. Francouzka Jacquette de Montbron se starala o rodinná sídla v Matha a Bourdeilles nejen z finančního hlediska. Kromě toho realizovala stavební projekty i některé sochy na fasádě zámku Bourdeilles.  První zkušenosti získala v průběhu pobytu u Kateřiny Medicejské, která jí byla vzorem při vzdělávání a také ji finančně podporovala.
Studovala stejně jako další renesanční stavitelé a architekti geometrii a perspektivu. Získávala zkušenosti na základě studia starověké architektury. Například lze zmínit práce Vitruvia nebo Andrey Palladio. Vlastnila rozsáhlou knihovnu a studovala práce francouzských předchůdců (zámek Chenonceau) nebo italské stavitele jako byl Michelangelo Buonarroti. 
Současní kritici jí připisují originální pohled a vkus. V rámci francouzské renesance navrhla a realizovala nové architektonické motivy. Například na zámku v Matha je patrna florentská a michelangelská inspirace. Robustnost a vertikální fasády zámku zmírňuje střídání oken i horizontálními trámy. Na zámku Bourdeilles je podobnost s italskou inspirací ještě patrnější díky symetriím, které „zjemňují“ jeho masivní a geometrický, zjednodušený vzhled a také plochými střechami. Obě sídla prezentují zhodnocování prostoru a hledání pohodlí. V Bourdeilles celková kompozice budovy respektuje klasická pravidla své doby, ale je doprovázena volbou detailů, které předjímají dekorativní důraz blížící se manýrismu. Dekorativní i architektonické prvky a nápady Jacquette de Montbron se šířily a mnoho šlechtických domů v  Périgordu následovalo příkladu zámku Bourdeilles.